# Ctenomorpha gargantua
Ctenomorpha gargantua är en insektsart som beskrevs av Jack W. Hasenpusch och Brock 2006. Ctenomorpha gargantua ingår i släktet Ctenomorpha och familjen Phasmatidae. Inga underarter finns listade i Catalogue of Life.